# Campionato Dilettanti Abruzzi e Molise 1958-1959
Il Campionato Nazionale Dilettanti 1958-1959 è stato il V livello del campionato italiano. A carattere regionale, fu il secondo campionato dilettantistico con questo nome, e il settimo se si considera che alla Promozione fu cambiato il nome assegnandogli questo.
Questi sono i gironi organizzati dalla Lega Regionale Abruzzese. Le squadre molisane furono aggregate a questa Lega per motivi geografici considerando che all'epoca l'Abruzzo ed il Molise facevano parte di un'unica regione.

## Squadre partecipanti
| Squadra                  | Città (provincia)              | Stagione precedente |
| ------------------------ | ------------------------------ | ------------------- |
| A.S. Angizia             | Luco dei Marsi (AQ)            |                     |
| S.S. Asfalti Abruzzi     | Celano (AQ)                    |                     |
| A.S. Carsoli             | Carsoli (AQ)                   |                     |
| Pol. C.E.P.              | Castel di Sangro (AQ)          |                     |
| U.S. Chieti Scalo        | Chieti Scalo (CH)              |                     |
| S.S. Francavilla         | Francavilla al Mare (CH)       |                     |
| A.S. Guardiagrele        | Guardiagrele (CH)              |                     |
| G.S. Nino Mezzanotte     | Pescara (PE)                   |                     |
| Pol. Oratoriana          | L'Aquila (AQ)                  |                     |
| A.C. Popoli              | Popoli (PE)                    |                     |
| S.S. Pro Calcio Pescara  | Pescara (PE)                   |                     |
| A.S. Santegidiese        | Sant'Egidio alla Vibrata (TE)  |                     |
| S.S. Sulmona             | Sulmona (AQ)                   |                     |
| U.S. Termoli             | Termoli (CB)                   |                     |
| S.S. Torrese             | Torre de' Passeri (PE)         |                     |
| A.P. Virtus Lanciano     | Lanciano (CH)                  |                     |
| S.S. Virtus Piano d'Orta | Piano d'Orta di Bolognano (PE) |                     |

## Classifica finale
|  | Pos. | Squadra         | Pt | G  | V | N | P | GF | GS | DR |
|  | ---- | --------------- | -- | -- | - | - | - | -- | -- | -- |
|  | 1.   | Termoli         | ?? | 32 |   |   |   |    |    | +  |
|  | 2.   | Sulmona         | ?? | 32 |   |   |   |    |    | +  |
|  | 3.   | ???             | ?? | 32 |   |   |   |    |    | +  |
|  | 4.   | ???             | ?? | 32 |   |   |   |    |    | +  |
|  | 5.   | Francavilla     | ?? | 32 |   |   |   |    |    | +  |
|  | 6.   | ???             | ?? | 32 |   |   |   |    |    | +  |
|  | 7.   | ???             | ?? | 32 |   |   |   |    |    | +  |
|  | 8.   | ???             | ?? | 32 |   |   |   |    |    | +  |
|  | 9.   | ???             | ?? | 32 |   |   |   |    |    | -  |
|  | 10.  | ???             | ?? | 32 |   |   |   |    |    | -  |
|  | 11.  | ???             | ?? | 32 |   |   |   |    |    | -  |
|  | 12.  | ???             | ?? | 32 |   |   |   |    |    | -  |
|  | 13.  | ???             | ?? | 32 |   |   |   |    |    | -  |
|  | 14.  | ???             | ?? | 32 |   |   |   |    |    | -  |
|  | 15.  | ???             | ?? | 32 |   |   |   |    |    | -  |
|  | 16.  | Virtus Lanciano | ?? | 32 |   |   |   |    |    | -  |
|  | 17.  | ???             | ?? | 32 |   |   |   |    |    | -  |

Legenda:
      Campione abruzzese del C.N.D. e ammesso alle finali nazionali.
      Successivamente ammesso in Serie D 1959-1960.
      Retrocesso in Prima Divisione.
Regolamento:
Due punti a vittoria, uno a pareggio, zero a sconfitta.
Pari merito in caso di pari punti.
Note:
Termoli non valutato finanziariamente solido dalla FIGC ai fini dell'ammissione in Serie D.
Sulmona ammesso in Serie D 1959-1960 dalla FIGC poiché rispondente ai requisiti economico-finanziari e impiantistica sportiva richiesti.
Lanciano cessa l'attività a fine stagione.